# Ermita de la Purísima Concepción (Riodeva)

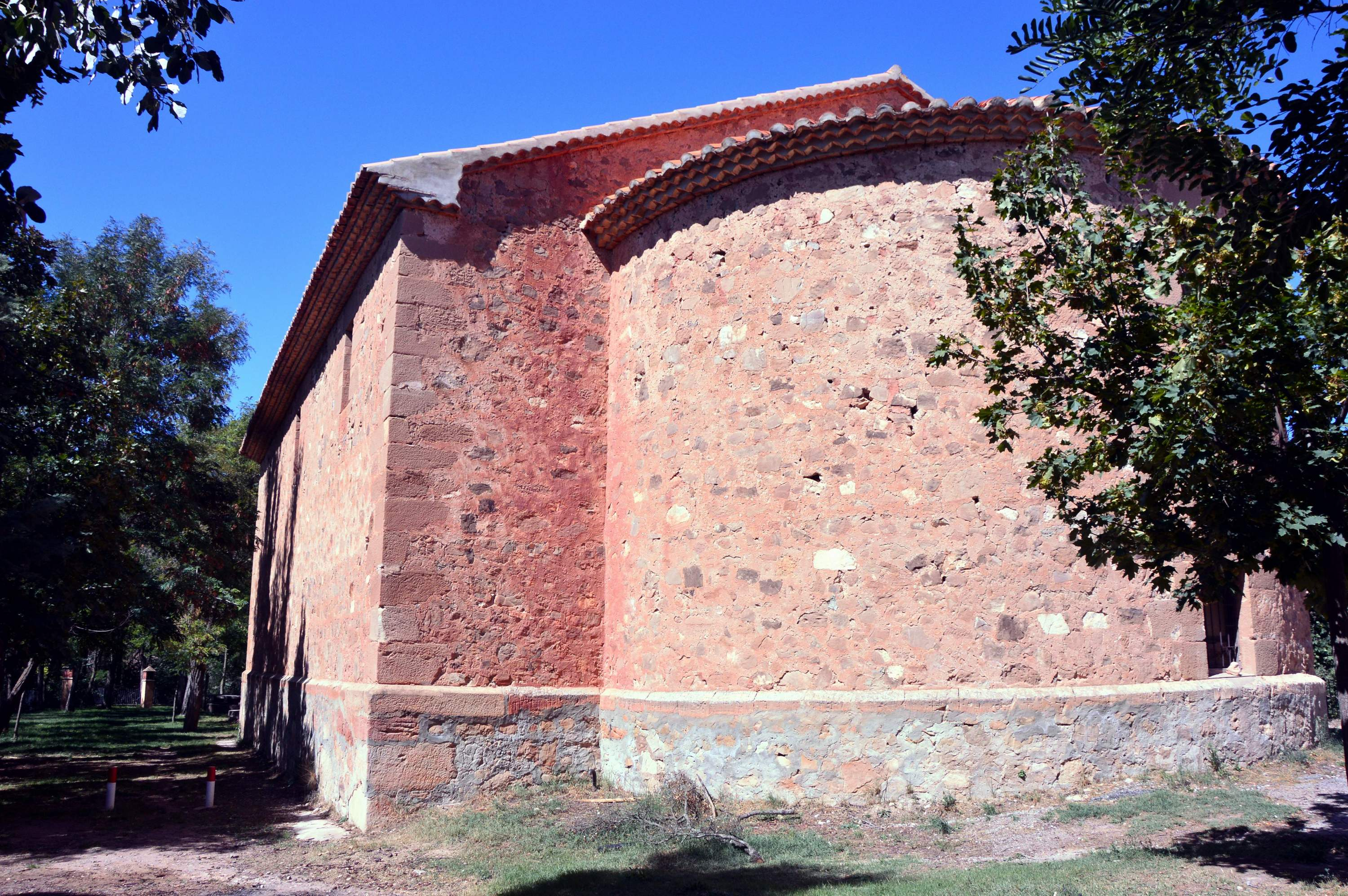
Detalle del ábside semicircular

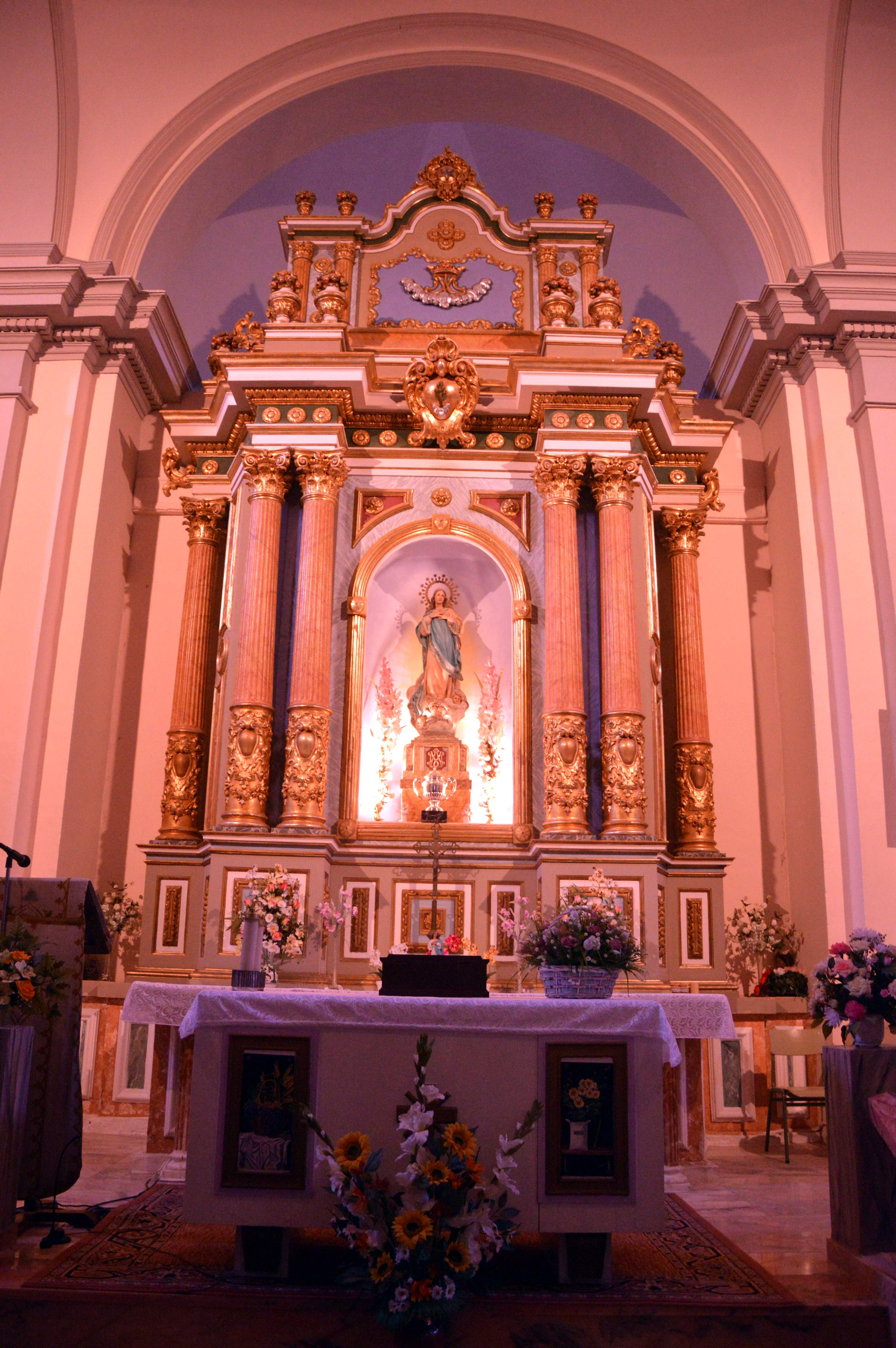
Detalle del retablo del altar mayor

La ermita de la Purísima Concepción se halla en Riodeva, localidad de la provincia de Teruel (Comunidad Autónoma de Aragón, España).
Templo de culto católico, fábrica de estilo neoclásico del siglo XIX (1854-1858), eclesiásticamente pertenece a la diócesis de Teruel y Albarracín.

## Historia
Al decir de Riodeva, nada reseña Pascual Madoz (1849) de la Ermita de la Purísima, porque cuando escribe todavía no había comenzado a construirse, su fábrica data de comienzos de la segunda mitad del siglo XIX. En el interior, muro de los pies –por encima de la puerta de entrada: entre la bóveda y la cornisa- hay una pintura al trampantojo con una cartela en su parte inferior en la que puede leerse:

ESTE SANTUARIO SE PRINCIPIO EN PRIMERO/ DE MAYO DE 1854 Y SE CONCLUYÓ EN NUEBE/ DE OCTUBRE DE 1858

Ello significa que la ermita comenzó a construirse en la primavera de 1854 y se concluyó cuatro años después, en el otoño de 1858. En relación con la construcción, en el muro de cabecera, lado de la epístola, hay una pequeña lápida de pizarra con una cruz central en la parte alta y un texto que dice:

M Y Sor./ D. JOSE RIOS Y MARQUES/ CANÓNIGO MAGISTRAL DE LA STA. IGLESIA CATEDRAL DE TERUEL/ RECTOR DEL SEMINARIO DE TERUEL Y CATEDRÁTICO DE TEOLOGÍA Y/ SAGRADA ESCRITURA/ EN LOS 46 AÑOS DE PRESBITERADO FUE MODELO DE SACERDOCIO/ POR SU CELO RELIGIOSO Y VIRTUDES CRISTIANAS/ DISTINGUIÉNDOSE EN EL DICHO CARGO DE LA PREDICACIÓN ANGÉLICA/ Y POR SU ACENDRADO AMOR A LA PURÍSIMA VIRGEN MARÍA/ A QUIEN EDIFICÓ ESTE SANTUARIO/ NACIÓ EN RIODEVA EL DÍA 17 DE FEBRERO DEL AÑO 1804/ Y MURIÓ EN 10 DE OCTUBRE DE 1875/R.I.P.

Según la inscripción, el patrón de la ermita -a cuyas expensas se construyó en edificio- fue don José Ríos y Marqués (1804-1875), hijo de la villa, canónigo magistral de la Santa Iglesia Catedral de Teruel, rector de Seminario Diocesano de Teruel, y catedrático de Teología y Sagrada Escritura.
De paso hacia el Rincón de Ademuz, Francisco Candel visitó la ermita en compañía de sus amigos catalanes, les acompañaba el párroco (don Tomás Arce). «Cuando la guerra –les informa el sacerdote- los rojos la convirtieron en hospital de sarnosos».-
Al parecer, la ermita la había reconstruido el mismo cura –dice de su ubicación-: «Está situada en una altiplanicie idílica, a cinco minutos del pueblo y en medio de una huerta muy rica». Sigue describiendo el lugar del ermitorio: «Frente a la ermita hay una plaza o explanada rodeada de las hornacinas o capillitas –todavía vacías- del Vía Crucis». El párroco suele ir por allí con frecuencia, para leer su breviario o el periódico. Señala del interior de la ermita: «El altar de la ermita lo restauraron unos valencianos, con ese gusto charro, barroco y policromo –colorines y oro- propio de las gente de Valencia. La gente del pueblo la llama la Purisimica. A la izquierda hay una Pilarica. A la derecha un Niño Jesús con una bola. Un Niñico Jesús con una bolica. El cura anda entusiasmado con el Niño de la bola. No hace más que recalcar lo guapo que es...», continúa informando a los visitantes, señala el lugar de la campana, la cuerda para tocar está en un lado, junto a la puerta.-
Respecto de su interior, Zapater Gil (1986) comenta de la ermita: «la ermita de la Inmaculada, edificio de grandes dimensiones, con tres naves, cubiertas por bóvedas vaídas. Dispone de sencilla espadaña. La última restauración debió realizarse en 1857, pues figura este año grabado» en el frontis del atrio exterior. Propiamente, sin embargo, la fecha labrada alude al tiempo de la construcción.

## Ubicación y descripción
Se halla sobre un cerrito próximo a la población, en posición suroriental respecto de la misma. Fue construida apenas sobrepasado el ecuador del siglo XIX (1854-1858), siendo su fábrica posterior a la iglesia parroquial, levantada a finales del siglo XVIII (1780). Para visitar el lugar cabe seguir un camino asfaltado desde Riodeva -el mismo que lleva a Camarena de la Sierra-: a poca distancia de la salida del pueblo el camino se desvía hacia la derecha, siguiendo los pilones del Vía Crucis. Junto al merendero se halla el museo Titania, subsede de la turolense Dinópolis en Riodeva.
Tiene también la ermita un acceso por la vertiente suroccidental del cerrito, subiendo varios tramos de escalera en rampa desde la huerta. Siguiendo esta vía puede verse una placeta ajardinada, el espacio anterior rodeado por las seis últimas estaciones de la Pasión de Cristo y el ermitorio al fondo. Las hornacinas contienen ladrillos de Cerámica de Teruel -Domingo Punter (Teruel, 1996)- muy hermosos y expresivos (idénticos a los de Tramacastiel), con una reja en la parte anterior. En la explanada hay también varias mesas circulares de obra con asientos, y una fuente de adorno con agua potable.
El edificio de la ermita impresiona por su tamaño -más parece iglesia que ermita-: posee un amplio pórtico delantero con entrada adintelada, aberturas longitudinales laterales y tejadillo a tres aguas con vanos en los laterales, actualmente cegados. Bajo el alero del pórtico hay una fecha enmarcada en un cuadrángulo con una fecha grabada: «AÑO 1857» –data que nos remite al tiempo de su construcción-. El inmueble es de planta alargada, sus muros de mampostería ordinaria con amplio zócalo delimitado por cornisilla labrada, cantería en las esquinas y cobertura a dos aguas con robusto alero de ladrillo y teja. La cabecera muestra ábside semicircular de buena factura, y espadaña de tres ojos en la vertical del hastial anterior, con una pequeña campana en el ojo del lado del evangelio.
El piso del atrio exterior está cementado, en su centro hay otra fecha grabada –«AÑO 1956»- probablemente corresponde a alguna restauración llevada a cabo en esta data. La entrada propia del templo es también adintelada, muestra un gran portón en madera de dos hojas con guarniciones de hierro y ventanitas de culto rejadas:

« El interior resulta sorprendente, de aspecto basilical, cúpulas vaída soportadas por cuatro sólidas columnas y pilastras laterales que forman una gran nave central y dos laterales. El edificio progresa en tres tramos de los pies a la cabecera, su espacio interior iluminado por tres elevadas ventanas laterales. El púlpito de obra con tornavoz recae a la nave central, adosado a la columna de cabecera, lado del evangelio. Una amplia cornisa circunda todo el interior, a la altura de los arcos de medio punto que soportan las bóvedas de pañuelo de las tres naves. El presbiterio al fondo, elevado varios escalones por encima del piso del templo, un altar exento en la parte anterior y otro de obra en la posterior. El retablo de obra responde al estilo neoclásico, con una hornacina central enmarcada por tres columnas a cada lado –dos anteriores y otra al fondo-. Hacia la cabecera del templo, antes del presbiterio hay dos hornacinas de obra –rectangulares-: la de la derecha (epístola) luce un hermoso Niño de la Bola de buena factura, la de la izquierda (evangelio) una Virgen del Pilar. En el muro de cabecera, lado de la epístola, hay una pequeña lápida oscura (pizarra) con una cruz central en la parte alta, lugar de enterramiento del patrono de la ermita, el canónigo magistral de la Santa Iglesia Catedral de Teruel, don José Ríos y Marqués (1804-1875)».
Riodeva, pueblo de Teruel, Alfredo Sánchez Garzón

Entre la lápida del canónigo magistral de la Catedral de Teruel y el presbiterio hay una puertita de madera que permite el acceso a un espacio compatible con la sacristía, allí pueden verse variedad de exvotos de cera colgados de la pared. A la salida de la sacristía observamos un cuadro colgado en la pilastra de la epístola, la pintura al óleo representa la fachada de la parroquial con detalle del viejo olmo que antaño la sombreaba. En el lado opuesto (evangelio) hay otra puertita similar que mediante un tramo curvado de escalera ascendente lleva a la parte alta y posterior del retablo, correspondiente al ábside semicircular. El piso del templo está enlosado, la nave central forma un pasillo con bancos a los lados, estando libre las naves laterales. Los bancos son de madera, en dos de ellos puede observarse una placa con un texto:

Estos bancos son donación del Exmo. Sr./ Obispo de Teruel, Fr. León Villuendas Polo, a este/ Santuario, siendo cura de la parroquial/ D. Avelino Roselló Torres. Riodeva 18-12-1946

Fr. León Villuendas Polo (Torrijo del Campo, 1885-Onteniente, 1969) fue obispo de Teruel, donde pontificó entre los años cuarenta y sesenta del pasado siglo XX (1944-1968). El prelado franciscano fue muy querido de los turolenses -en su despedida de la diócesis de Teruel se cantó una jota-: Torrijo te dio la cuna, / y San Francisco el cordón, / el Papa te dio la Mitra, / y Teruel el corazón. Escritor y conferenciante, de su estancia en el Santuario Mariano de Riodeva queda el recuerdo de los bancos que donó, pues seguramente no había donde sentarse por destrucción del moblaje durante la Revolución Española de 1936 y guerra civil española (1936-1939). De este tiempo una vecina relataba que los revolucionarios –vecinos todos ellos del pueblo- saquearon el santuario y destruyeron el contenido ornamental y mueble: «A la Virgen la descabezaron y después llevaban la cabeza de la imagen en procesión por el pueblo, haciendo burla; después de la guerra, varios de aquellos vecinos fueron muriendo en los años siguientes, uno cada año...».
En su conjunto, la Ermita de la Purísima Concepción de Riodeva posee aspecto basilical, resultando un templo sorprendente, hermoso y muy cuidado. Su patrono fue el canónigo magistral de la Santa Iglesia Catedral de Teruel, don José Ríos y Marqués, aunque en la tradición popular de Riodeva queda el recuerdo de la colaboración directa del pueblo en las obras, bien aportando trabajo personal, como peones o acarreando materiales con carros y caballerías.

## Culto y tradición
La ermita tiene culto esporádico, por la onomástica de la titular, la Inmaculada Concepción (8 de diciembre) y en momentos puntuales del año. Por mayo los devotos acuden para celebrar el mes de María. La imagen del Niño de la Bola (situado en una hornacina del lado de la epístola) se utiliza para la celebración de la Procesión del Encuentro, el Domingo de Resurrección.